# Actinopteryx
Genre
Actinopteryx est un genre de coléoptères de la famille des Ptiliidae.

## Systématique
Le genre Actinopteryx a été créé par Andrew Matthews (d) en 1872.

## Liste d'espèces
Selon BioLib (26 février 2021) :
- Actinopteryx fucicola (Allibert, 1844)
- Actinopteryx hercules Deane, 1931
- Actinopteryx parallela Britten, 1926
- Actinopteryx reflexa Britten, 1926
- Actinopteryx tillyardi Deane, 1932

Auxquelles s'ajoutent parfois :
- Actinopteryx hoguei (Johnson, 1982[3])
- Actinopteryx lancifer (Fauvel, 1891[4])

## Publication originale
- Rev. A. Matthews, Trichopterygia illustrata et descripta. A monograph of the Trichopterygia. Supplement (œuvre écrite), 1900, [lire en ligne].